# Lampides nigrita
Lampides nigrita är en fjärilsart som beskrevs av Hermann Stauder 1925. Lampides nigrita ingår i släktet Lampides och familjen juvelvingar. Inga underarter finns listade i Catalogue of Life.